# Politique en Uruguay

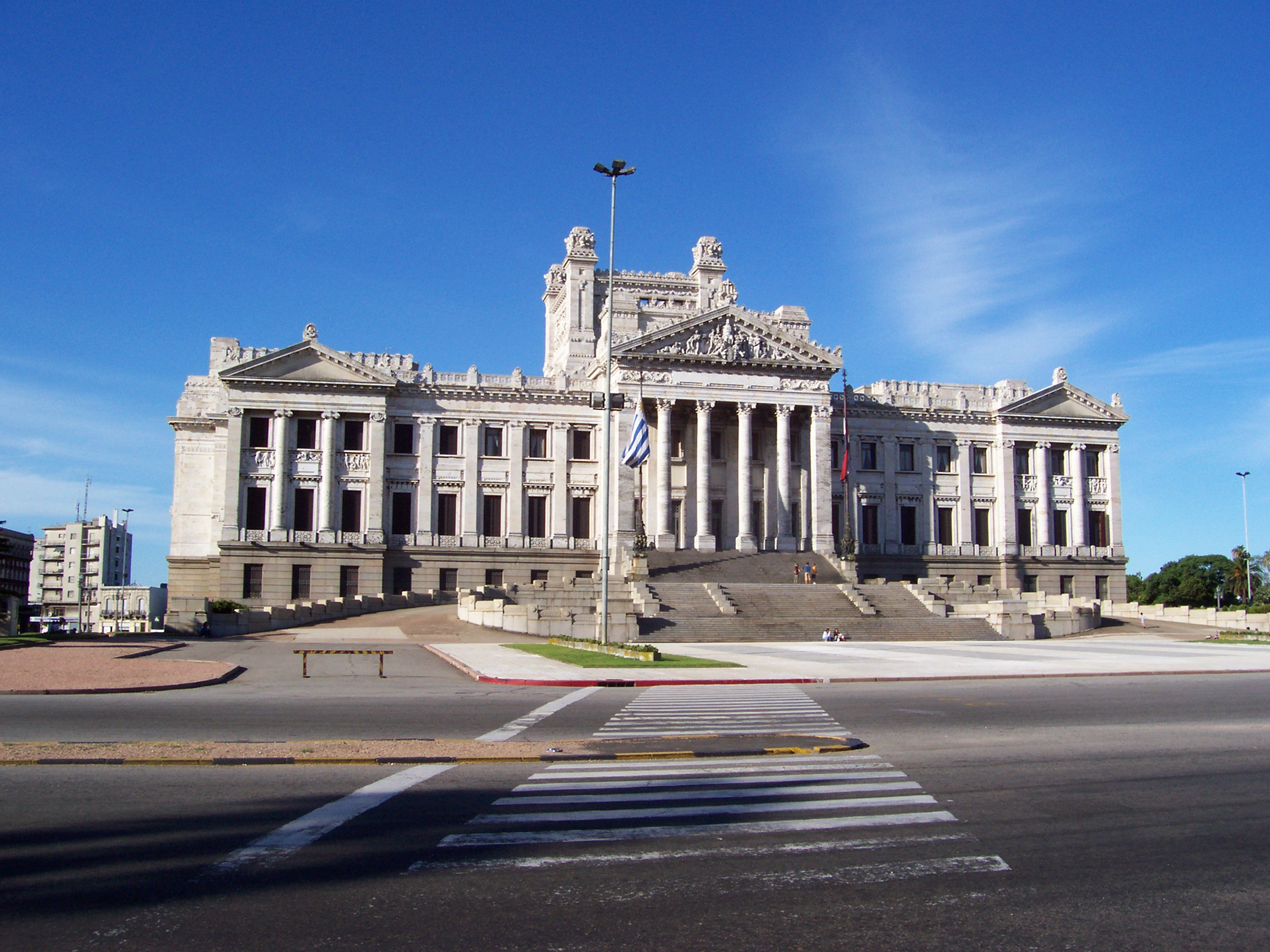
Assemblée générale de l'Uruguay.

L'Uruguay est une république démocratique où le pluralisme des partis est respecté. Il est caractérisé par un régime présidentiel et un bipartisme historique, entre le Parti colorado et le Parti blanco, qui tend cependant à être remis en cause, depuis la victoire du Front large aux élections de 2004, par cette nouvelle coalition de gauche. Le système électoral, modifié par la réforme constitutionnelle de 1997, est caractérisé par la ley de lemas. Historiquement, celui-ci étant ainsi caractérisé : la majorité simple pour l'élection présidentielle, la représentation proportionnelle pour l'élection des parlementaires, et le double vote simultané (ou ley de lemas) qui font que toutes ces élections ont lieu le même jour, l'électeur ne choisissant qu'une et une seule liste électorale dotée de tous les candidats (à la présidence, au Sénat et à la Chambre des représentants).

## Le régime politique du XIXe siècle à 1967
Jusqu'en 1919, puis de 1934 jusqu'à 1952, le système politique uruguayen, fondé sur la Constitution de 1830, était présidentiel avec un pouvoir exécutif fort, analogue à celui des États-Unis (mais centralisé et non fédéral). Il était caractérisé, en outre, par la rivalité entre les deux partis traditionnels, le Parti colorado, libéral, et le Parti blanco (ou Parti national), conservateur. Historiquement, les blancos représentaient les intérêts de la propriété rurale, de l’Église et de la hiérarchie militaire, alors que les colorados étaient appuyés par la propriété mobilière urbaine, les intellectuels réformistes et les membres des professions libérales.
Au XIXe siècle, le pays présente des caractéristiques semblables aux autres pays d'Amérique latine : caudillisme, guerres civiles et instabilité permanente (40 révoltes entre 1830 et 1903), contrôle par le capitalisme étranger de secteurs importants de l'économie, fort pourcentage d’illettrés (plus de la moitié de la population en 1900), oligarchie terrienne, etc. Pourtant, Montevideo devient un refuge pour les exilés argentins fuyant la dictature de Juan Manuel de Rosas et conserve une réputation de terre d'accueil pour les idées de contestations politique et sociale « avancées ». En 1842, le journal Le Messager français consacre un numéro spécial à la mémoire de Charles Fourier. Au cours de la guerra grande (1843-1852), les chemises rouges de Garibaldi combattent à Montevideo même contre les forces assaillantes de Rosas. En 1875, des ouvriers fondent une Internationale.
Au début du XXe siècle, l'Uruguay devient l’État le plus avancé politiquement et socialement du continent. Le libéral José Batlle y Ordóñez (au pouvoir entre 1903 et 1907, puis entre 1911 et 1915) est l'artisan principal de cette transformation ; la liberté d'expression et de la presse est affirmée, ainsi que celle du suffrage. Un système de représentation proportionnelle est adoptée afin de permettre la représentation des minorités. Il fait par ailleurs adopter la suppression de la peine de mort, lutte contre la corruption administrative et institue la laïcité et le droit de vote des femmes.
Sur le plan économique, Il déclare qu'il « ne faut pas permettre à l'industrie de détruire l’être humain, mais qu'au contraire l’État doit la réglementer afin de rendre plus heureuses la vie des masses. » Il entreprend ainsi une politique économique à caractère dirigiste et nationalise nombre de secteurs de l'économie (chemin de fer, téléphone, électricité, etc). Le « batllisme » se traduit également par des mesures sociales : institutionnalisation de l'enseignement primaire obligatoire et gratuit, soutien aux syndicats et reconnaissance du droit de grève, congé de maternité, journée de huit heures, etc. Toute cette législation, fort avancée pour l'époque, fait de l'Uruguay une démocratie sociale progressiste.
Par ailleurs, à partir de 1910 fut mis en place la ley de lemas, un système qui favorisait le bipartisme, en combinant scrutin majoritaire à un seul tour pour l'élection présidentielle et représentation proportionnelle pour les parlementaires, le vote se déroulant le même jour (d'où l'appellation de double vote simultané) sur une seule liste fermée. Cette loi fut modifiée en 1935, sous la dictature de Gabriel Terra, afin d'éviter notamment l'émergence d'un Front populaire contestant le pouvoir aux deux partis traditionnels. La loi de 1935 attribua ainsi la personnalité juridique à chaque lema, ou liste électorale.
En 1919, le président José Batlle y Ordóñez fit accepter une réforme constitutionnelle, plaçant, à côté du Président, un Conseil national doté de 9 membres, dont 6 appartenant au parti majoritaire. Celui-ci fut aboli par le coup d'État de Gabriel Terra, en 1933, dans un climat de crise économique provoquée par la Grande Dépression. Terra doit cependant accepter un compromis : la Constitution de 1934 rétablit le système présidentiel, mais le cabinet gouvernemental doit nécessairement inclure trois personnalités du parti minoritaire, tandis que le Sénat est réparti de façon égale entre les deux partis, colorado et blanco. En 1942, après le coup d'État d'Alfredo Baldomir, la nouvelle Constitution rétablit le système ancien (présidentiel et sans contrepoids de parti). À partir de 1952 fut mis en place un système exécutif collégial, le Conseil national du gouvernement.

## La Constitution actuelle
La Constitution, fondée sur celle des États-Unis (régime présidentiel), a été votée le 27 novembre 1966, fut mise en place en février 1967, et a été suspendue le 27 juin 1973 à cause de la dictature militaire. La réforme constitutionnelle proposée par la junte militaire fut rejetée par référendum le 30 novembre 1980. Enfin, deux réformes de la constitution furent approuvées par plébiscites le 26 novembre 1989 et le 7 janvier 1997, cette dernière mettant notamment fin à la ley de lemas pour ce qui est de l'élection présidentielle, obligeant chaque parti à tenir des élections primaires afin de présenter une formule unique à la présidentielle (candidat à la présidence et candidat à la vice-présidence).
La Constitution possède 332 articles répartis en 19 sections et une section spéciale pour les périodes de transitions ou spéciales comme la guerre (Disposiciones transitorias y especiales)
- Souveraineté (Soberano) : Le pays est uni (Unitario) ne dépend d'aucune puissance étrangère, est pacifiste et s'intègre dans les organisations de l'Amérique latine (principalement économique). Il applique la laïcité (Laico).
- Droits et Devoirs (Derechos y Deberes) : Tous ses citoyens sont libres, ont le devoir (vote obligatoire) de vote à leur majorité (18 ans), ont droit à l'honneur, la liberté, la sécurité, le travail et la propriété privée (honor, libertad, seguridad, trabajo y propiedad). Les citoyens sont égaux devant la loi. Le droit de la presse, de réunion (sans armes), de pensée… doivent être respectés.
- Citoyenneté (Ciudadanía) : Toute personne naissant sur le territoire national, toute famille étrangère vivant depuis trois ans sur le pays sans aucune infraction et ayant un capital minimum peut demander la nationalité, toute personne ayant été remarquée par son mérite (méritos relevantes) ou ses services rendus à la nation (servicios notables) peut demander la nationalité. La citoyenneté peut être enlevée si la personne ne peut agir et réfléchir librement (à cause d'inaptitudes physiques ou mentales), si la personne ne vote pas lors de deux élections consécutives, si la personne s'est rendue coupable d'un crime grave, si elle est condamnée à l'exil, si elle a effectué des activités déshonorantes sanctionné par la loi, si elle a fait partie d'organisations sociales ou politiques qui, au moyen de la violence, ou d'incitation à la violence, tendent à détruire les bases fondamentales de la nation.

### Les effets politiques de la réforme du système électoral
En mélangeant le scrutin uninominal majoritaire à deux tours pour la présidentielle avec la représentation proportionnelle quasi-intégrale, prévue par la ley de lemas, pour l'élection des parlementaires, la réforme avait de grandes chances d'aboutir à une situation de cohabitation: en effet, le Front large, force de gauche émergente, pouvait l'emporter lors du premier tour, obtenant la majorité des sièges parlementaires, tout en étant défaite au second tour de la présidentielle, en raison de l'alliance des deux partis traditionnels (blanco et colorado). C'est à peu près la situation qui s'est présentée aux élections de 1999 (es), conduisant à l'élection à la présidence du candidat colorado, Jorge Batlle. Celui-ci n'avait pourtant obtenu que 32,59 % des voix au premier tour, contre 39,87 % pour Tabaré Vazquez. Par ailleurs, le Front large obtenait alors la majorité des sièges parlementaires (mais non la majorité absolue, et pouvant être mis en minorité par l'alliance des blancos et colorados). Batlle intégra alors plusieurs personnalités blancas dans son gouvernement. En revanche, en 2004 et, dernièrement, aux élections de 2009, le Front large a réussi à gagner même mis en ballotage, évitant toute cohabitation.

## Organisation politique depuis la réforme de 1997
Le pouvoir exécutif est exercé par le président de la République, élu pour cinq ans au scrutin uninominal majoritaire à deux tours. Celui-ci est simultanément chef de l'État et du gouvernement. Un vice-président est aussi élu, qui doit, en cas de départ temporaire ou définitif du président, assurer ces fonctions. Si le vice-président venait aussi à ne pouvoir exercer son mandat, c'est le sénateur élu avec le plus de voix qui exercerait les fonctions présidentielles.
Pour se présenter à la présidentielle, il faut au minimum avoir 35 ans. Le président est chef des armées, peut proposer des lois ou des modifications de lois au pouvoir législatif à raison d'une proposition à la fois, ainsi qu'exercer son veto, qui doit, pour être contourné, obtenir la majorité des 3/5 au Parlement.
Le pouvoir législatif est assuré par le parlement bicaméral, appelé Assemblée générale, constitué par la Chambre des sénateurs (Cámara de Senadores), composée de 30 sénateurs, et la Chambre des représentants (Cámara de Representantes), formée de 99 députés. Les membres de ces deux chambres sont élus au suffrage universel direct à un seul tour (ley de lemas) pour des mandats de cinq ans.
Le pouvoir judiciaire est exercé par la Cour Suprême de Justice, dont les membres sont nommés par l'Assemblée générale pour une période de dix ans. La Cour suprême fait office de tribunal de dernier recours et a également le pouvoir de déclarer les lois inconstitutionnelles.

### Les départements
Les départements sont gouvernés par des intendants (intendencias) élus, responsables devant le pouvoir central. Il y a un gouverneur (intendente), une assemblée (junta departmental), et des maires pour chaque commune (intendente municipal), qui sont tous élus pour 5 ans au suffrage direct.

## Les personnes et les partis
Depuis le 1er mars 2025 le président est Yamandú Orsi, le candidat du Front large élu lors des élections générales de 2024.

### Les partis politiques
Depuis la création de l'Uruguay, les deux principaux partis étaient le Parti National (souvent appelé Parti Blanco) et le Parti Colorado. En raison du mode spécifique des élections en Uruguay, qui fonctionnait selon la ley de lemas, un mode spécifique du scrutin proportionnel plurinominal, ces partis pouvaient présenter, jusqu'à la réforme constitutionnelle de 1997, plusieurs candidats à la présidentielle (ou, avant, au Conseil national du gouvernement), ce qui favorisait la création de tendances organisées au sein de chaque parti. Ainsi, chaque parti est composé de plusieurs listes électorales. Le Parti qui gagnait le plus de voix gagnait l'élection, et, au sein de ce parti, la tendance majoritaire gagnait l'élection. Par conséquent, il était possible qu'une tendance, par exemple colorada, ayant obtenu moins de voix que la tendance rivale, blanca, gagne l'élection, si dans l'ensemble le Parti colorado avait obtenu plus de voix que le Parti blanco.
Depuis 1994, il y a une augmentation du nombre de partis politiques, et à la place de la bipolarisation de la politique, il y a une multipolarisation, avec notamment l'émergence du Front large (Frente Amplio), une coalition de gauche qui fait concurrence aux deux partis traditionnels.
- Parti national (Partido Nacional ou Blanco, « conservateur »; en raison des nombreuses tendances, il est difficile de qualifier uniquement ce parti de conservateur, qui rassemble du centre-droit à l'extrême-droite; « nationaliste » en Uruguay désigne habituellement un membre de ce parti, bien que d'autres, tels les Tupamaros, se revendiquent également nationalistes)
- Parti colorado (Partido Colorado; « libéralisme », de même, ce parti rassemble du centre-droit à l'extrême-droite)
- Parti Démocrate Chrétien (Partido Demócrata Cristiano) gauche
- Front large (Frente Amplio)
  - Assemblée Uruguay (Asamblea Uruguay, centre-gauche, dirigé par Danilo Astori)
  - Espace 609 (Mouvement de participation populaire, qui inclut le Mouvement de Libération Nationale - Tupamaros, Parti pour la victoire du peuple, etc.)
  - Nouvel espace (Nuevo Espacio) Social-démocratie
  - Parti de l'union civique (Partido Unión Cívica)
  - Mouvement Indépendant du 5 février 1971 (Movimiento Independiente 5 de febrero de 1971)
  - Parti communiste uruguayen (Partido Comunista Uruguayo) communisme
  - Parti socialiste d'Uruguay (Partido Socialista de Uruguay) Socialisme
  - Vertiente Artiguista (centre-gauche)
- Parti libéral (Partido Liberal) Libéralisme

## La politique intérieure et extérieure

### Politique intérieure
C'est l'un des pays constituant le Mercosur, avec l'Argentine, le Brésil et le Paraguay. En ce qui concerne la politique intérieure, le gouvernement doit tenter d'enrayer la croissance du taux de l'inflation, de réduire le chômage et la dette extérieure. Le gouvernement doit donc redéfinir la position de la politique extérieure, réformer l'éducation et la recherche scientifique et technologique.
En mars 2010, le nouveau président José Mujica prend ses fonctions à la suite des élections générales de 2009. Il présente lui-même son action comme un gouvernement de continuité dans le cadre d'une politique économique libérale.

### Politique extérieure
En ce qui concerne la politique extérieure, le pays participe à de nombreuses organisations mondiales ou régionales, dont notamment le Mercosur. L'armée doit défendre la république si elle est attaquée avec ses 17 200 hommes (diminution de 2 % par rapport à 1983), et participe aux opérations de la MINUSTAH en Haïti (900 hommes, l'un d'eux, un lieutenant-colonel, est mort dans l'effondrement du bâtiment de l'ONU lors du tremblement de terre de janvier 2010,).
L'État dépense 217,9 millions de dollars par an (estimation 2003) pour l'armée, soit 2 % de PIB. Les seules contestations territoriales sont des îles de l'embouchure du fleuve Uruguay avec l'Argentine.